# Koffi-Rhoumzou
Koffi-Rhoumzou (ou Koffi-Rhumzou) est une localité du Cameroun située dans le département du Mayo-Tsanaga et la Région de l'Extrême-Nord, dans les monts Mandara, à proximité de la frontière avec le Nigeria. Elle fait partie de la commune de Mogodé et du canton de Mogodé rural.

## Population
Lors du recensement de 2005, on y a dénombré 2 801 personnes.